# نور الحسین
ملکه نور الحسین (نام شناسنامه‌ای: الیزابت نجیب الحلبی (زاده ۲۳ اوت ۱۹۵۱) همسر ملک حسین پادشاه سابق اردن بود.

## زندگی‌نامه
نور الحسین در واشینگتن در ایالات متحده آمریکا از پدری سوری و مادری آمریکایی به‌دنیا آمد. پدر او کارمند دولت بود و در یک شرکت هواپیمایی نیز کار می‌کرد.
ملکه نور در سال ۱۹۷۴ از دانشگاه پرینستون در رشتهٔ معماری و شهرسازی دانش‌آموخته شد.
وی پس از آن برای کار در بخش معماری ساخت فرودگاه امان، به اردن آمد و در آن‌جا با ملک حسین آشنا شد. این دو در ۱۵ ژوئن ۱۹۷۸ ازدواج کردند.

## فعالیت‌ها
نور الحسین از سال ۲۰۱۱ عضو بلندپرواز هیئت کمیسیون بین‌المللی افراد گمشده‌است. او رئیس بخش جنبش جهانی کالج‌ها و طرفدار مبارزه علیه تسلیحات هسته‌ای است. در سال ۲۰۱۵ ملکه نور از جایزه وودرو ویلسون برای خدمات عمومی‌اش دریافت کرد.